# Washington County, Utah
Washington County är ett administrativt område i den sydvästligaste delen av delstaten Utah, USA. 
Den administrativa huvudorten (county seat) är St. George, som är den största staden i countyt och är belägen omedelbart norr om gränsen till delstaten Arizona.
Del av Zions nationalpark ligger i countyt. 

## Geografi
Enligt United States Census Bureau har countyt en total area på 6 293 km². 6 285 km² av den arean är land och 8 km² är vatten. 

### Angränsande countyn
- Iron County, Utah - nord
- Kane County, Utah - öst
- Mohave County, Arizona - syd
- Lincoln County, Nevada - väst

### Orter

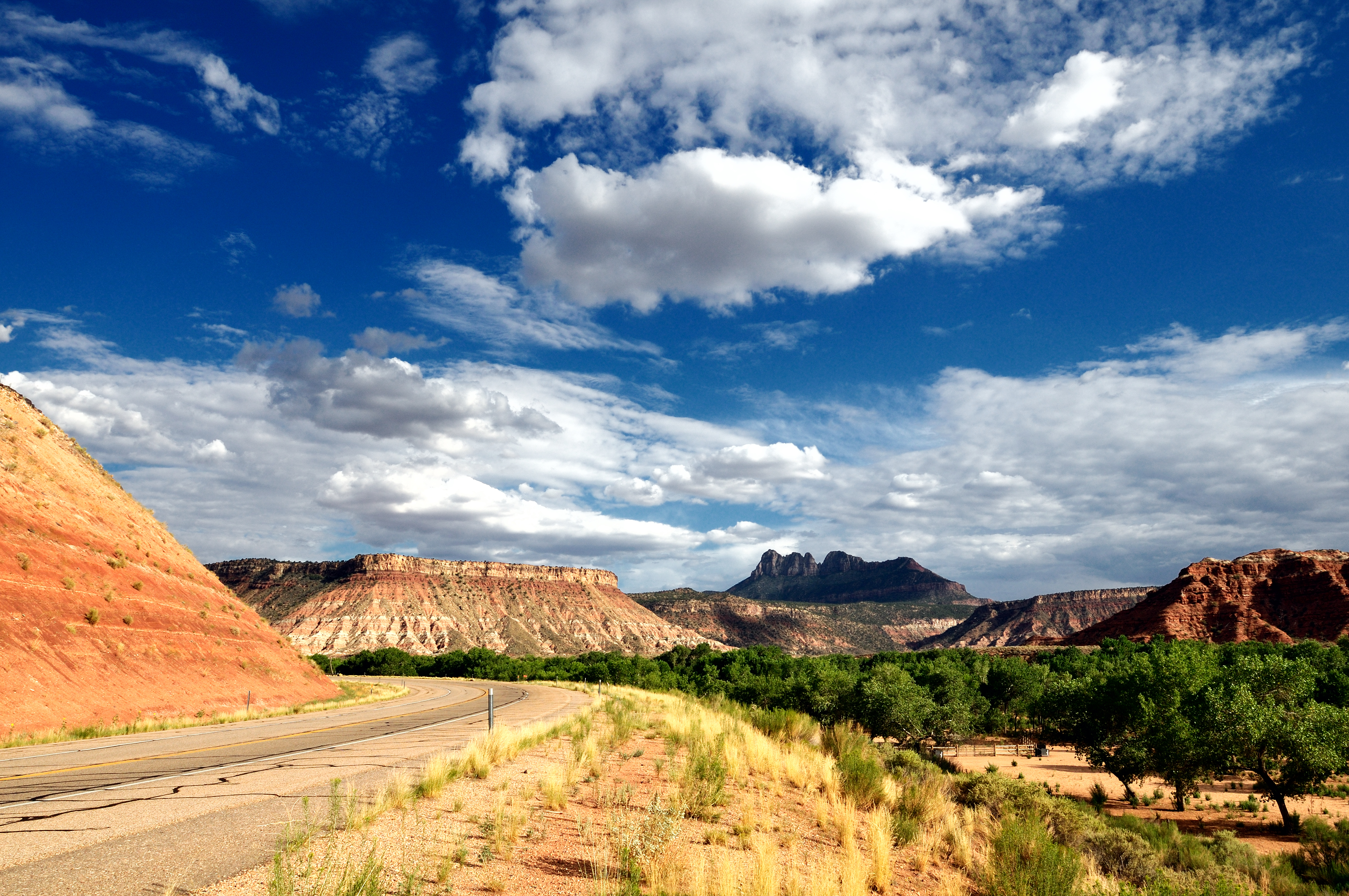
På vägen till Zion nationalpark

- Apple Valley
- Enterprise
- Hildale
- Hurricane
- Ivins
- La Verkin
- Leeds
- New Harmony
- Rockville
- Santa Clara
- Springdale
- St. George (huvudort)
- Toquerville
- Virgin
- Washington